# Fairfield, Texas
Fairfield là một thành phố thuộc quận Freestone, tiểu bang Texas, Hoa Kỳ. Năm 2010, dân số của xã này là 2951 người.

## Dân số
- Dân số năm 2000: 3094 người.
- Dân số năm 2010: 2951 người.